# Cinémathèque québécoise
La Cinémathèque québécoise est une cinémathèque dont le mandat est « de conserver, documenter et mettre en valeur le patrimoine cinématographique et télévisuel national et international ». Elle est membre de la Fédération internationale des archives du film (FIAF) depuis 1966.

## Historique

### Genèse
La Cinémathèque québécoise naît de deux initiatives montréalaises, s’inscrivant dans un contexte international opposant depuis 1960 la FIAF à la Cinémathèque française et son fondateur Henri Langlois.
Tout d’abord Guy L. Coté, scénariste-réalisateur à l’Office national du film (ONF), co-fonde en 1954 la Fédération canadienne des ciné-clubs (FCCC) avec Dorothy Burritt, présidente de la Toronto Film Society. Il commence à s’impliquer de manière informelle au sein de l’Institut Canadien du Film (ICF) dans le but de constituer des archives du film et propose la même année un mémoire au gouvernement canadien dans lequel il suggère la création d’une cinémathèque – ce qui incitera en 1964 la création d’une section archive au sein de l’ICF. Entretenant des relations avec d'autres archives de film (notamment anglophones) et la FIAF, Guy L. Coté est élu en janvier 1958 membre du premier Comité directeur du Bureau International de la Recherche Historique Cinématographique (BIRHC).
En janvier 1962, dans le cadre de la commission Parent, portant sur l’éducation au Québec, Guy L. Coté forme le « Comité des ciné-clubs » avec neuf autres personnes du milieu du cinéma : Avram Gavraise, Jean-Claude Pilon, Michel Patenaude, Jean Pierre Lefebvre, Duncan Shaddick, Talbot Johnson, John Rolland, Roland Brunet, Renée Coté. L’objectif de ce comité, qui deviendra rapidement le « Comité des 120 films », est de produire un document contre la censure et de réfléchir à l'éducation au cinéma et à la diffusion de la culture cinématographique. Le groupe intervient devant la commission Parent et soumet au Procureur général du Québec un mémoire qui souligne en particulier l’importance d’enseigner le cinéma aux élèves dès le primaire, et donc la nécessité pour les enseignants d’avoir accès à des films permettant de rendre compte de l’histoire et de l’esthétique cinématographique. L’ICF, alors membre provisoire de la FIAF depuis 1958, approuve le projet et se dit prêt à collaborer, mais souhaite que cela se fasse en relation avec la FIAF et de manière dissociée de la cinémathèque française.
Durant la même période Serge Losique, professeur de littérature à l’Université de Montréal, correspond régulièrement avec Henri Langlois, qu’il a connu à Paris durant ses études, et souhaite créer une cinémathèque sur le modèle français. En 1962, il devient professeur à l’Université Concordia en histoire et esthétique du cinéma et y rencontre Jean Antonin Billard, un chargé de cours français arrivé à Montréal à la fin des années 1950, responsable du ciné-club du Centre d’art de l’Élysée depuis 1960 et connaissant bien également Henri Langlois. Les deux s’allient pour esquisser le projet d’une cinémathèque, fortement soutenus par Langlois.

### Fondation et débuts (1963-1965)
Ces initiatives vont mener à la création, en l’espace de quelques mois, de deux organismes concurrents aux visions différentes, qui fusionneront en octobre 1963.
À l’automne 1962, Serge Losique, appuyé par Jean Antonin Billard, Arthur Lamothe, Guy Joussemet, Pierre Castonguay et Victor Désy, créé « La cinémathèque canadienne – le musée canadien du cinéma », dont les statuts deviennent officiels en février 1963. Se considérant comme le représentant d’Henri Langlois, il conçoit cet organisme comme la section canadienne de la cinémathèque française et tente d’obtenir l’aide du gouvernement québécois, en vain. Il bénéficie des copies de films fournies par Langlois pour ses projections, et constitue une collection d’archives pour les besoins de l’organisme.
De son côté, le « Comité des 120 films » élit son conseil de direction le 10 janvier 1963 : celui-ci comprend Guy L. Coté comme président, Michel Patenaude en tant que secrétaire, Avram Garnaise comme trésorier, les sept autres membres du groupe ainsi que Roy Little, directeur général de l’ICF. Le 23 janvier 1963, le comité abandonne l’idée initiale d’établir une liste de 120 films majeurs de l’histoire du cinéma pour élargir sa mission et ses activités. Il se renomme alors « Connaissance du cinéma » et se constitue en association à but non lucratif dont les statuts deviennent officiels le 18 avril 1963. Ses objectifs sont de projeter des films et de promouvoir la culture cinématographique dans un but pédagogique, historique et artistique, mais également désormais de créer des archives de cinéma, d’acquérir et de conserver des films et la documentation s’y rattachant. En mars 1963, Guy Joussemet les rejoint tandis que John Rolland démissionne.
L’organisme fait d’abord venir des copies de films de l’ICF pour les présenter dans des ciné-clubs, à l’ONF, à l’Université de Montréal ou autres institutions montréalaises. Il tente ensuite d’obtenir des copies des autres centres d’archives de films étrangers, pour se rendre rapidement compte que les conflits entre la FIAF et les institutions soutenant la Cinémathèque française rendent la tâche difficile. Connaissance du Cinéma fait alors dès 1963 une demande d’adhésion à la FIAF, pour y être reconnue officiellement comme une archive de films, mais son admission sera reportée à la suite de confusions de la FIAF entre Connaissance du Cinéma et l’ICF.
Si Serge Losique semble vouloir collaborer avec Connaissance du Cinéma au cours de l’année 1963, ce n’est pas réciproque en raison notamment des différends entre Langlois et la FIAF qui risquent de compromettre les relations des deux institutions montréalaises avec celles des autres pays. Cependant, l’organisation d’une rétrospective consacrée à Jean Renoir va obliger les deux parties à négocier ensemble avec Langlois. Première manifestation organisée par Connaissance du Cinéma, cette rétrospective se tient du 18 au 25 octobre 1963, et est mise en place en collaboration avec Unifrance Film et la Cinémathèque française, qui prête ses copies pour l’occasion. Guy L. Coté y invite Langlois, qui une fois sur place convainc la Cinémathèque canadienne et Connaissance du cinéma de se rassembler en une seule institution. C’est ainsi que les deux associations fusionnent dès novembre 1963.
Bien que le nom « Connaissance du Cinéma » cède sa place à « Cinémathèque canadienne » officiellement le 17 juillet 1964, la structure administrative reste celle fondée par Guy-L. Coté. Celui-ci continue d’en être le président de même que Michel Patenaude et Avram Garmaise restent respectivement secrétaire et trésorier, même si Serge Losique, Jean-Antonin Billard et Arthur Lamothe intègrent le comité directeur. Les conflits entre Langlois et la FIAF se reflètent au sein de la nouvelle équipe. Souhaitant toujours être membre de la fédération, Guy L. Coté entre discrètement en contact avec elle et accepte en avril 1964 que la candidature de la cinémathèque canadienne y soit maintenue, ce qui représente pour Losique et Billard une trahison envers Langlois.
Devenant à la fois membre provisoire de la FIAF en juin 1964 et adhérent à l’Union mondiale des musées de cinéma, dont le vice-président est Henri Langlois, la Cinémathèque canadienne choisit de rester neutre face au procès que vient tout juste d’intenter la FIAF contre Langlois. Elle décide en août de ne plus communiquer avec la FIAF, la Cinémathèque française ou toute autre archive étrangère durant quelques mois, le temps de clarifier sa position. L’annulation de cette résolution le 22 janvier 1965, à la suite du vote du comité directeur, provoque les démissions de Billard et Losique le mois suivant. Leur loyauté envers la cinémathèque française, leur vision d’une cinémathèque publique plutôt que non privée, nationaliste plutôt qu'universaliste, les éloigne de la vision de Guy L. Coté. Dès lors la Cinémathèque canadienne décide de se développer aux côtés de la FIAF.

### De la Cinémathèque canadienne à la Cinémathèque québécoise (1966-1971)
Un premier employé, André Pâquet, est recruté en 1966 dans le but de préparer une rétrospective sur le cinéma canadien.
La cinémathèque canadienne se renomme Cinémathèque québécoise le 22 juin 1971,.

### Vers un statut de cinémathèque nationale (1972-1978)
Le 10 mai 1978 est signée une entente-cadre avec le gouvernement québécois, qui reconnaît le mandat de l'institution en tant que cinémathèque nationale.

## Statut et organisation

### Mission
La Cinémathèque québécoise est un organisme à but non lucratif consacré au patrimoine cinématographique, télévisuel et audiovisuel québécois, ainsi qu’au cinéma d’animation international.
Pour ces deux champs d’expertises, cette institution se donne pour mission d’acquérir, de documenter, de sauvegarder et de mettre en valeur les œuvres audiovisuelles en elles-mêmes, mais aussi tous les éléments s’y rapportant ou éclairant leurs contextes artistique, esthétique, sociologique, économique et technique (documents de production, scénarios, photographies, articles de presse, documentation scientifique et historique, etc).
La Cinémathèque québécoise se donne d’autre part pour mandat de collectionner des œuvres significatives du cinéma canadien et mondial afin de les rendre accessibles dans un but culturel et éducatif.

### Conseil d'administration
La Cinémathèque québécoise est administrée par un conseil d’administration comprenant neuf membres. Cinq d’entre eux sont élus par l’assemblée générale, trois autres sont élus par l’assemblée générale sur recommandation du conseil d’administration, et enfin l’un des membres est nommé par le Gouvernement du Québec après consultation de la Cinémathèque.
Manon Barbeau est l'actuelle présidente depuis 2021. Ses prédécesseurs furent :
- 1963-1968 : Guy L. Coté
- 1968-1970 : Guy Joussemet
- 1970-1971 : Avram Garmaise
- 1971-1972 : Robert Daudelin
- 1972-1974 : René Boissay
- 1974-1976 : John A Verge
- 1976-1978 : Jean-Claude Labrecque
- 1978-1980 : Pierre Garneau
- 1980-1982 : Rock Demers
- 1982-1983 : Bernard Gosselin
- 1983-1984 : Marcia Couelle
- 1984-1985 : André Collette
- 1985-1986 : Iolande Cadrin-Rossignol
- 1987-1989 : Robert Favreau
- 1989-1990 : Bruno Bégin
- 1990-1992 : Anne Claire Poirier
- 1992-1995 : Pierre Hébert
- 1995-1997 : Michel Houle
- 1997-1999 : Denise Robert
- 1999-2001 : Jean Beaudry
- 2001-2003 : Monique Simard
- 2003-2006 : Kevin Tierney
- 2006-2008 : Jacques Bensimon
- 2008-2009 : Suzanne Hénaut
- 2009-2010 : Robert Roy
- 2010-2011 : David Reckziegel
- 2011-2011 : Iolande Cadrin-Rossignol
- 2012-2013 : Charles David
- 2013-2017 : Louis-Philippe Rochon
- 2017-2021 : Christian Pitchen

### Direction générale et directions
Marcel Jean est directeur général depuis le 4 mai 2015. Ce poste créé en 1968 a été successivement occupé par :
- 1968-1972 : Françoise Jaubert
- 1972-1973 : Louise Beaudet[14]
- 1973-2002 : Robert Daudelin[7]
- 2002-2004 : Robert Boivin[7]
- 2005-2011 : Yolande Racine[7]
- 2011-2015 : Iolande Cadrin-Rossignol (par intérim)

Les services de la Cinémathèque québécoise sont répartis en quatre directions :
- La direction de la préservation et du développement des collections acquiert, traite, documente, conserve les collections de la Cinémathèque et en assure les services d’accès au public.
- La direction de la programmation et de la diffusion est chargée de la mise en valeur du patrimoine, de la programmation de films en salle, de la conception et mise en place des expositions, et des résidences d’artistes.
- La direction de la commercialisation et des partenariats d’affaires s’occupe des membres, de l’équipe d’accueil, des communications et de la coordination d’événements partenaires.
- La direction de l’administration et des finances prend en charge la gestion des immeubles, la comptabilité et le département de la technique.

### Personnel interne
La Cinémathèque compte en 2018 une soixantaine d’employés.
Un syndicat des employés de la Cinémathèque québécoise, affilié à la Fédération nationale des communications et de la culture (CSN), a été créé en 1982.

### Membres
Le nombre de membres a doublé de 2015 à 2018, pour atteindre 678 membres et 122 abonnés au 31 mars 2018.

### Budget
Le budget annuel de la Cinémathèque s’élève à près de 5 millions de dollars. L’organisme s’auto-finance à plus de 50% (location de bâtiment, activités de diffusion, cotisations, etc.), et reçoit un soutien financier annuel du Ministère de la Culture et des Communications du Québec, du Conseil des arts du Canada et du Conseil des arts de Montréal.
Dons avec reçus (207 782$)Dons sans reçus ...Dons d'autres...Finance...Autres ...Dons avec reçus (207 782$)Dons sans reçus (5$)Dons d'autres organismes de bienfaisance (0$)Financement gouvernemental (2 925 994$)Autres revenus (2 959 997$)Cinémathèque québécoiseRevenus
Programmes de ...Gestion et adm...Programmes de bienfaisance (4 467 748$)Gestion et administration (1 142 053$)Cinémathèque québécoiseDépenses

## Collections

### Historique du développement des collections
Les collections de la Cinémathèque commencent à véritablement se constituer en 1967, à la suite de deux événements organisés par l’institution. Tout d’abord, la rétrospective du cinéma canadien, qui a lieu dans le cadre des festivités du centenaire du Canada, projette des copies de films qui viennent fonder le noyau des collections de la Cinémathèque. Quelques mois plus tard est organisée la rétrospective mondiale du cinéma d'animation, à l’occasion de l’exposition Universelle de Montréal. Pour cet événement, l’institution acquiert 250 films d’animation muets de pionniers américains, qui établissent la base de sa collection d’animation.
Afin de poursuivre le développement de sa collection d'animation, la Cinémathèque signe en 1968 une entente avec la Société Radio-Canada afin que les films d'animations produits par le réseau français soient déposés à la Cinémathèque, accompagnés des documents y étant liés : à côté des négatifs et positifs sont ainsi déposés des scénarimages, des découpages, dessins et bandes sonores.
En 1969, la Cinémathèque acquiert la bibliothèque de Guy L. Coté, constituée de livres, périodiques et coupures de presse. La gestion en est confiée à la Bibliothèque nationale afin que celle-ci puisse la rendre accessible au public dans ses locaux au 360, rue McGill. C’est en 1981 que cette collection déménage dans le bâtiment actuel de la Cinémathèque et intègre la Médiathèque Guy-L.-Coté.
Dans les années 1970, la Cinémathèque sensibilise les cinéastes québécois à la conservation de leurs films (chutes et éléments de tirage) et à leurs documents de travail. En 1974, un inventaire de la collection de photographies permet de comptabiliser 5 000 photographies relatives à des titres de films internationaux, 460 à des titres du cinéma canadien, 300 à des titres du cinéma d'animation, et 1 500 liées à des personnalités. En février 1980 est acquis le Fonds Léo Ernest Ouimet, lié surtout aux activités professionnelles de ce cinéaste et exploitant de salle.
Les années 1980 voient les collections de films s'enrichir de manière soutenue, à un rythme de plusieurs centaines de films par mois. À l'occasion du déménagement de la Cinémathèque dans ses nouveaux locaux, en 1982, l'ONF lui fait don de la plupart des films d'animation qu'il a produits. La Cinémathèque québécoise conserve par ailleurs près de 1000 scénarios et s'entend en 1985 avec la Société générale du cinéma pour que tous les scénarios soumis soient déposés dans ses réserves 3 ans plus tard. Entre 1984 et 1988, France Film, Prisma Film, Jacques Lamoureux, Daniel Kieffer ou encore Bertrand Carrière font d'importants dons de leurs photographies à la Cinémathèque,.
En 1992, la donation de Camille Moulatlet, technicien à Radio-Canada, vient enrichir considérablement la collection d'appareils de la Cinémathèque, en la complétant de 63 caméras et 200 projecteurs. Le cinématographe no 16 sera acquis quatre ans plus tard.
En 1994, la Cinémathèque québécoise élargit officiellement son mandat à la télévision et décide ainsi d'acquérir dans ses collections des émissions produites par des producteurs indépendants.
C'est à la fin des années 1990 que de premières politiques d'acquisition sont adoptées par la Cinémathèque québécoise. Les collections afférentes n'acceptent alors plus que les dons, et non les dépôts, tandis que les collections de films n'acceptent plus les chutes positives et magnétiques, et deviennent plus restrictives quant au matériel de production entrant dans ses voûtes (copies de travail, chutes négatives...).
Les dons de Moses Znaimer en 2003 et 2007, comprenant 289 téléviseurs anciens, viennent marquer un autre moment fort dans la collection d'appareils de la Cinémathèque.
En 2008, le mandat de conservation de la Cinémathèque s'élargit également aux nouveaux médias. Trois ans plus tard, en 2011, l'institution fait l'acquisition du Centre de recherche et de documentation de la Fondation Daniel Langlois.

### Vue d'ensemble
| Collection                                              | Types de documents | Quelques fonds particuliers |
| ------------------------------------------------------- | --- | --- |
| Collection Cinéma, Télévision et Nouveaux médias (CTNM) | - 300 000 bobines de film ou rubans magnétiques, représentant près de 50 000 œuvres | - Cinéma québécois : Fonds Michel Brault, Claude Jutra, Jean-Claude Labrecque, Charles Binamé, Roger Frappier, Francis Mankiewicz... - Série documentaire Le Son des français d'Amérique (Michel Brault et André Gladu), inscrite au registre Mémoire du monde de l'Unesco en 2017. - Cinéma d'animation : productions américaines de l’époque du muet (Gertie the dinosaur de Winsor McCay, Charley Bowers, Raoul Barré), court-métrage de Gordon Webber (le plus ancien film d’animation ayant été réalisé au Québec), œuvres d'animation soviétiques, Fonds René Jodoin... - Cinéma expérimental : Fonds Joyce Wieland, Stan Brakhage... - Fonds PRIM (Productions Réalisations indépendantes de Montréal). |
| Collections Afférentes au cinéma                        | - 28 000 affiches - 600 000 photos - 2 000 appareils (caméras, lanternes magiques, projecteurs...) - 15 000 scénarios et documents de production - 1 500 objets, décors, costumes - 5 000 dossiers d’archives - 1 000 enregistrements sonores | - Le Cinématographe no 16, acquis en 1996. - Cinéma québécois : Fonds Michel Brault, Claude Jutra, Charles Binamé, Roger Frappier, Francis Mankiewicz, Minou Petrowski, Vidéographe... - La Collection Moses Znaimer, qui constitue la plus importante collection de téléviseurs anciens au Québec (289 téléviseurs) |
| Collections documentaires                               | - 45 000 livres - 6 000 titres de revues - 135 000 dossiers de presse nationaux et internationaux - 9 000 DVD ou VHS pour consultation | - Collection Fondation Daniel Langlois de la Cinémathèque québécoise. - Catalogues et manuels techniques d’appareils, allant des premiers appareils de projections aux premières caméras, du 35 mm à la bande vidéo. - Fonds GRAFICS, qui comprend la compilation des travaux du centre de recherche sur le cinéma des premiers temps. - Collection de microfilms de revues rares ou épuisées (Close-Up, Canadian Moving Picture Digest, Variety, Biograph...). |

## Activités

### Conservation et documentation
La conservation des collections est une des missions essentielles de la Cinémathèque québécoise. Il s'agit de sauvegarder les collections, d'organiser la conservation préventive et de documenter les œuvres et éléments conservés.

### Dépôt légal des films
Le dépôt légal des films au Québec est entré en vigueur le 31 janvier 2006, selon l’article 20.9.1 de la Loi sur Bibliothèque et Archives nationales du Québec. La Cinémathèque québécoise est chargée de la coordination du dépôt légal et de la conservation de ces films.
Ainsi depuis 2006, les producteurs de films et émissions de télévision québécois qui ont bénéficié de l’aide financière du gouvernement du Québec doivent déposer leur œuvre gratuitement à la Cinémathèque québécoise dans les six mois suivant leur première présentation au public.
Chaque année, la Cinémathèque québécoise réceptionne de la sorte environ 150 œuvres uniques et 200 séries ou productions à titres multiples, soit près de 1500 éléments physiques à conserver.

### Accès des collections au public
Outre la constitution et la conservation des collections, la Cinémathèque québécoise les communique au public, tout en respectant les impératifs de sa mission de conservation.
En avril 2014 elle lance son site internet consacré à ses collections.
La Médiathèque Guy-L.-Coté permet ainsi à toute personne de consulter sur place les collections documentaires et afférentes de la Cinémathèque, tandis que les collections Cinéma, Télévision et Nouveaux Médias peuvent être prêtées à des fins de projection ou de reproduction selon certains critères, dans le respect des politiques de gestion des collections de l’institution.

### Numérisation et restauration
En 2016, la Cinémathèque québécoise fait restaurer un film nitrate de ses collections, tourné par Léo-Ernest Ouimet en 1919 lors des funérailles du premier ministre canadien Wilfrid Laurier. Le laboratoire L’Immagine Ritrovata de Bologne, en Italie, se charge de la restauration.
En 2017-2018, la Cinémathèque québécoise participe à l'effort de restauration et de reconstitution du film Gertie le dinosaure, mené conjointement avec l'Office national du film et l'Université Notre Dame.
En avril 2018, la mesure 112 du plan culturel numérique du Québec octroie une subvention à la Cinémathèque québécoise pour la numérisation de ses archives audiovisuelles. Dans ce cadre, la Cinémathèque numérise entre autres les courts métrages Moi, un jour, de Mireille Dansereau, Londeleau d'Isabelle Hayeur, ainsi que le Fonds PRIM d'art vidéo.

### Diffusion et activités culturelles
La Cinémathèque québécoise organise également des expositions et des projections afin de faire connaître ses collections et plus globalement les domaines du cinéma, de la télévision et des arts médiatiques québécois, canadiens et internationaux.
La première programmation spéciale, La Semaine Jean Renoir, s'est tenue du 18 au 25 octobre 1963. Les projections ont lieu au cinéma Élysée et attirent 4 400 spectateurs. Jean Renoir en personne ainsi que Henri Langlois, alors directeur de la Cinémathèque française assistent aux projections.

### Publications
La Cinémathèque québécoise édite ou co-édite des ouvrages et a tenu en particulier une activité de publication active de 1970 à 1987, en assurant la publication régulière de revues consacrées au cinéma québécois : d'abord « Nouveau cinéma canadien » (1968 à 1978) puis Les Dossiers de la Cinémathèque (1978 à 1987), et Copie Zéro (1979 à 1987).
La Revue de la cinémathèque a quant à elle été publiée de mai 1989 à mai 2009, et présentait des courts textes qui venaient agrémenter l’horaire de la programmation.

### Centre d’Art et d’Essai
Depuis le 1er avril 2016, la Cinémathèque a créé un centre d’Art et Essai (CAECQ) dans l’optique de diffuser dans ses locaux des nouveautés de niche.

### Les Sommets du cinéma d’animation
Le festival des Sommets du cinéma d'animation a été créé en 2002 par la Cinémathèque et se tient depuis chaque année à Montréal. Cet événement a été créé à l'initiative du programmateur-conservateur du cinéma d'animation Marco de Blois, qui en dirige la programmation depuis ses débuts.

### Résidences d'artistes
Dans une volonté de favoriser la création, la Cinémathèque a créé en 2016 deux types de résidences d’artistes. La première vise à accompagner, sous forme de mentorat de six semaines, six jeunes cinéastes d’animation qui souhaitent développer l’un de leur projet. La résidence leur permet de rencontrer des artistes locaux et de bénéficier des collections de la Cinémathèque ainsi que de l’expertise en cinéma d’animation de son personnel. La seconde résidence permet d'accueillir sur le plus long terme un artiste local afin de lui offrir la possibilité de créer une œuvre et d'exposer celle-ci dans les locaux de l'institution.
Les artistes suivants ont bénéficié de résidences :
Résidences de tutorat en animation :
- Automne 2016 : Alisi Telengut, Lori Malépart-Traversy, Raquel Sancinetti, Daphné Loubot Landreville, Bastien Dupriez, Justine Vuylsteker.
- Automne 2017 : Antoine Blandin, Nicolas Liguori, Parissa Mohit, Raymond Caplin, Hannah Letaïf, Dahee Jeong.
- Automne 2018 : David Seitz, Claire Brognez, Alice Lahourcade, Clémence Bouchereau, Naomi van Niekerk, Ana Chubinidze.
- Automne 2019 : Sofia El Khyari, Boris Labbé, Bogdan Anifrani, Élodie Dermange, Meky Ottawa, Lora D’Addazio.

Résidences de création :
- 2016 : Serge Clément[52]
- 2018 : Bertrand Carrière[53]
- 2018 : Catherine Ocelot[54]
- 2018 : Martin Bureau[55]

### Activités de recherche
La Cinémathèque québécoise a participé ou participe aux partenariats de recherche universitaires suivants :
- TECHNÈS, partenariat international de recherche sur les techniques et technologies du cinéma (Université de Montréal)[56].
- Archives / Counter-archives (York University)[57].
- CINÉMAexpo67 (Université Concordia et Université York)[58].
- GRAFICS, groupe de recherche sur l'avènement et la formation des institutions cinématographique et scénique (Université de Montréal)[59].

### Coopération
La Cinémathèque a toujours entretenu des activités de coopération avec les autres archives du film ou de l’audiovisuel internationales ainsi qu'avec les institutions culturelles canadiennes. Cette dernière a notamment noué des relations privilégiées avec la FIAF, dont elle est membre depuis 1966 et dont Robert Daudelin a été président de 1989 à 1995. Les échanges de copies de films avec les membres de la FIAF a en particulier contribué à enrichir les collections de la Cinémathèque québécoise,.
La Cinémathèque accepte par ailleurs en 1967 le secrétariat en Amérique pour l'ASIFA, l'association internationale du film d'animation. En 1970 Françoise Jaubert, alors Directrice générale de la Cinémathèque, est élue au conseil d'administration puis à la présidence de l'association. Quelques années plus tard, Louise Beaudet, conservatrice du cinéma d'animation à la Cinémathèque québécoise, rejoint la section canadienne de l'ASIFA en tant que vice-présidente en 1976, puis devient présidente en 1980, un poste qu'elle occupera durant 10 ans.

## Locaux et architecture

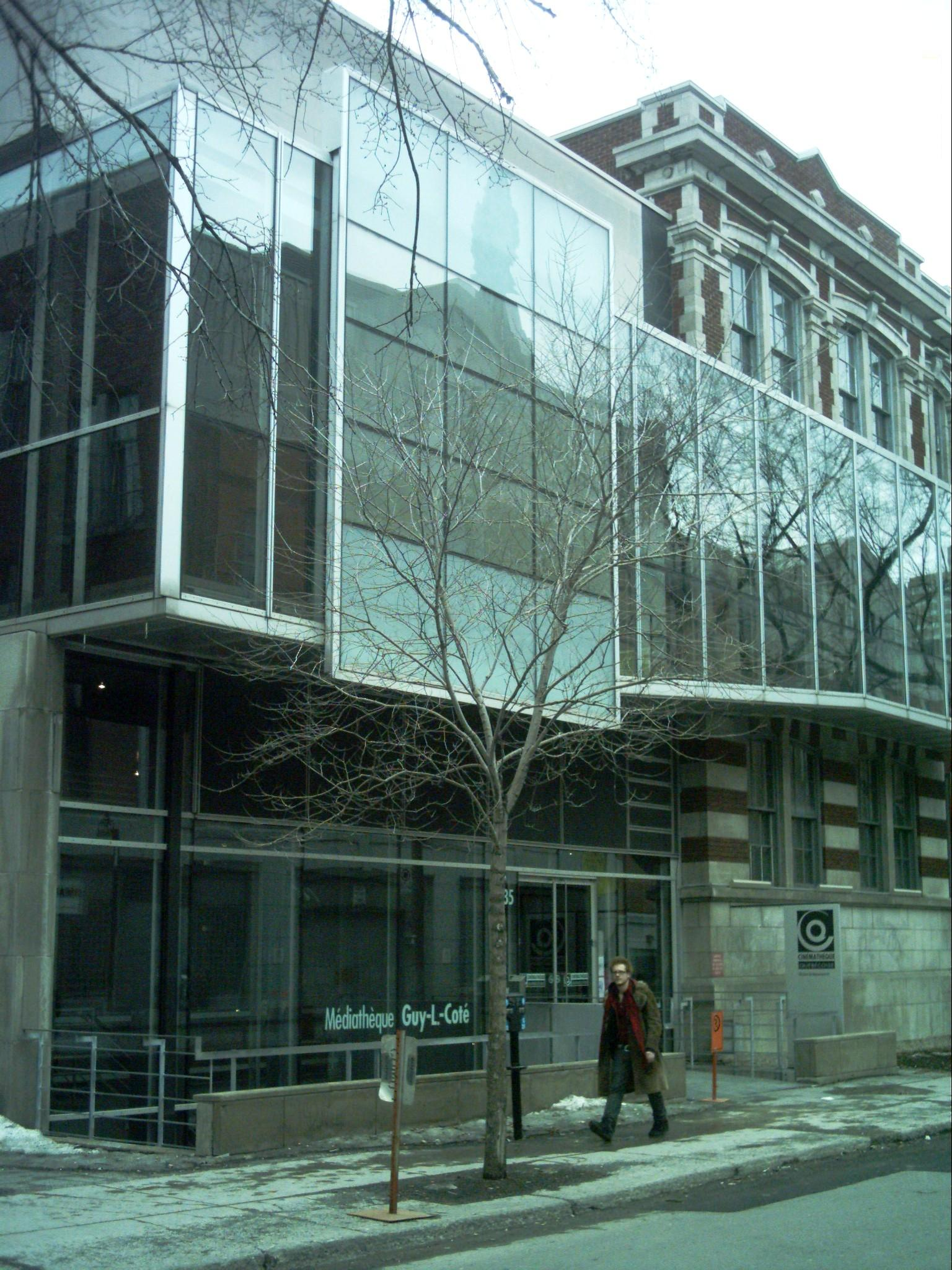
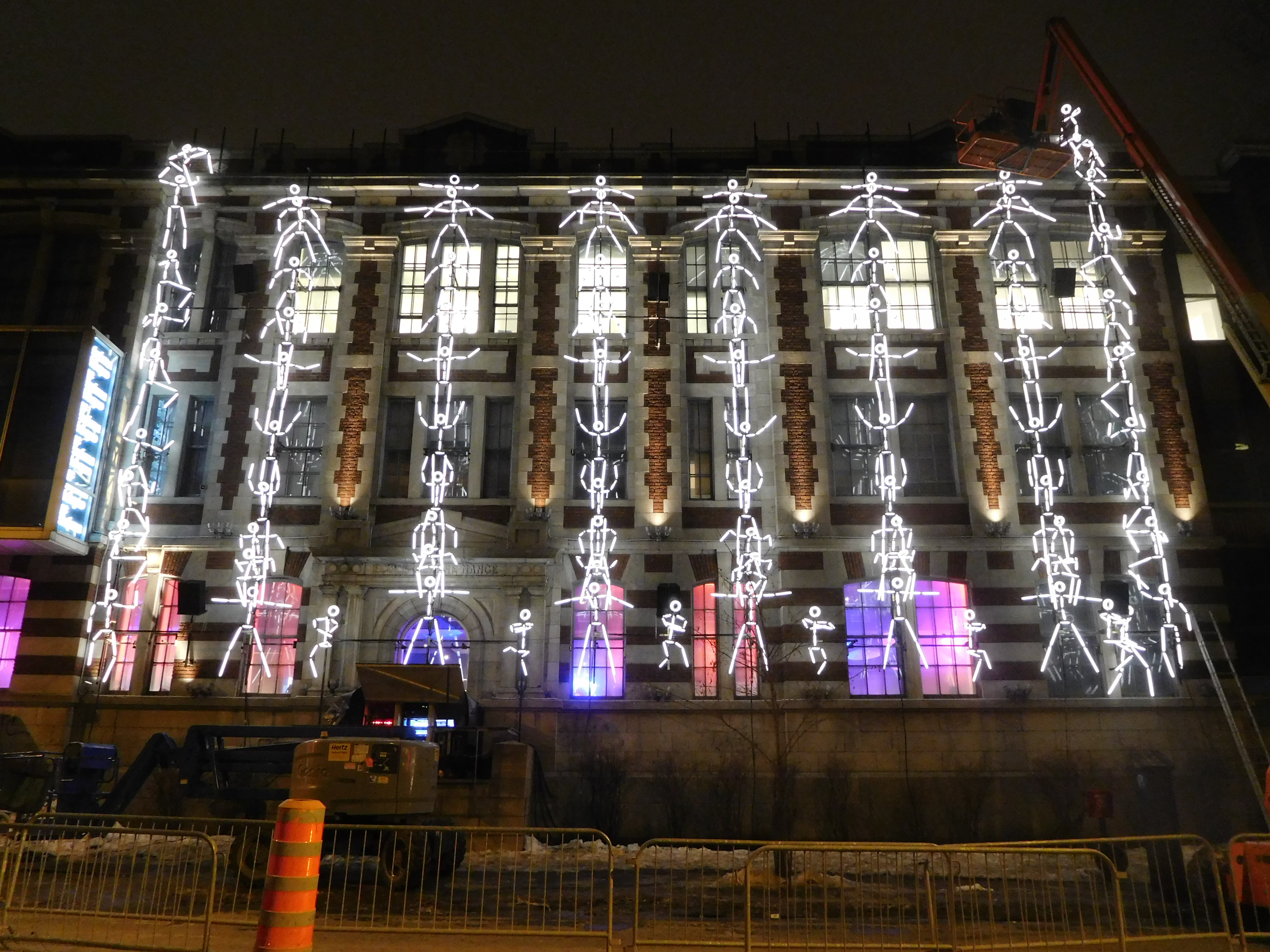

L'édifice principal de la Cinémathèque se situe au 335, boulevard de Maisonneuve Est, Montréal, en plein cœur du Quartier latin, entre la rue Saint-Denis et la rue Sanguinet, près de l'Université du Québec à Montréal et des bureaux de Bibliothèque et Archives nationales du Québec.

### Installations
Le lieu comprend deux salles de projection (salle de projection principale avec 150 places et salle Fernand-Seguin comprenant 84 places), quatre espaces d'exposition (Salle Norman-McLaren, Salle Raoul-Barré, Foyer Luce-Guilbeault et Foyer Paul-Blouin) et une médiathèque qui porte le nom de Guy-L.-Coté.

### Historique
À ses débuts, la Cinémathèque québécoise ne dispose d’aucun local. Elle obtient néanmoins pour ses projections l’autorisation d’utiliser, à partir de la fin d’octobre 1964, l’auditorium du Bureau de la censure situé au 360 rue McGill dans le Vieux-Montréal, tandis que l’ONF lui permet d’entreposer les films dans ses entrepôts à partir de 1965,.
C’est en 1966, après une location temporaire à Ville-Saint-Laurent, que la Cinémathèque installe ses bureaux à sa toute première adresse, au 3685 rue Jeanne-Mance. La salle du bureau de censure n’étant par ailleurs plus disponible pour les projections, celles-ci se déroulent à partir de l’automne 1966 à l'auditorium du Physical Science Building de l'Université McGill.
Deux ans plus tard, l’institution déménage au 3834 rue Saint-Denis, ce qui lui permet de réunir dans un même lieu ses bureaux administratifs et ses réserves pour la conservation des films, et de libérer ainsi les entrepôts de l’ONF. Les projections quant à elles se déroulent dès 1969 juste à côté, dans la salle de projection de la Bibliothèque nationale qui vient d’être rénovée, au 1700 rue Saint-Denis.
Afin de répondre à une problématique d’espace et un déficit qui s’accumule, la Cinémathèque aménage de nouveau en juin 1972, au 360 rue McGill, où se trouvent déjà l'Office du film du Québec, le Bureau de surveillance du cinéma, et le Centre de documentation cinématographique. Elle dispose alors d'une première salle d'exposition qui lui permet de mettre en valeur sa collection d'appareils. Parallèlement, une première demande d’aide financière est entreprise et est acceptée l’année suivante, donnant l'opportunité à la Cinémathèque d’acheter un terrain à Boucherville et d’y construire un entrepôt de conservation. Celui-ci ouvre officiellement en septembre 1975.
Devant le besoin de la Bibliothèque nationale d'utiliser de plus en plus fréquemment sa salle de projection, la Cinémathèque québécoise envisage de trouver d'autres solutions. Après quelques années de réflexions et négociations, elle s'entend avec la Commission des écoles catholiques de Montréal pour acheter en octobre 1979 l’ancienne école Saint-Jacques, qui constitue ses locaux actuels au 335 boulevard de Maisonneuve Est. Elle y réalise des aménagements durant les années 1980 et 1981, avec l'aide des architectes Paul Sainte-Marie et André Riopel : une cabine de projection est notamment conçue avec deux projecteurs 35mm et un projecteur 16mm, un espace est aménagé pour accueillir le Centre de documentation, et une chambre noire pour effectuer le tirage de photographies voit le jour. Du 1er au 7 avril 1982, on inaugure ainsi la « Maison du cinéma » à travers une semaine complète de festivités.
Le centre de conservation de Boucherville est agrandi et rénové entre 1989 et 1992, tandis que le bâtiment au 335 boulevard de Maisonneuve Est est rénové en 1997 par la société Saucier + Perrotte architectes, et remporte pour cela le prix d'excellence de l’Ordre des architectes du Québec dans la catégorie « architecture institutionnelle » ainsi que la médaille du mérite du Gouverneur général. Deux salles d’expositions voient alors le jour.

## Public et communication

Logo de la Cinémathèque en 2013, fêtant ses 50 ans d'existence

Au cours de l'année financière 2017/2018, la Cinémathèque québécoise accueille plus de 55 000 visiteurs, et 3 000 personnes issues du milieu scolaire.
En 1999 est créé le site web de la Cinémathèque.

### Principales expositions
Expositions temporaires :
- 1982 : L'Art du cinéma d'animation. La Cinémathèque québécoise expose 800 œuvres du 15 juin au 8 septembre 1982[4].
- 1992 : Montréal, ville de cinéma[71].
- 2000 : Raoul Servais, itinéraire d'un ciné-peintre[72].
- 2012 : Exposition d'affiches 5/15 - 25 ans et demi de Publicité sauvage (commissaire Marc H. Choko), 2012, avec notamment des affiches d'Yvan Adam[73].
- 2013 : Volets du village global : l’Ère de la télévision au Canada, 1950-2000, en collaboration avec CBC/Radio-Canada[74].
- 2014 : La vie polaire, en collaboration avec CINÉMAexpo67. Installation immersive recréant la projection multi-écrans du documentaire de Graeme Ferguson diffusé lors d'Expo 67[75].
- 2015 : Hollywood - Têtes d'affiches (du 1er octobre au 15 novembre).
- 2018 : Soulèvements, en collaboration avec la Galerie de l’UQAM et le Musée du Jeu de Paume à Paris[76].

Expositions permanentes :
- 1999-2012 : Formes en mouvement : regards sur le cinéma d'animation[77].
- 2006-2017 : N’ajustez pas votre appareil ! en collaboration avec le MZTV Museum de Toronto[78].
- 2013-2017 : Secrets et Illusions : la Magie des effets spéciaux[73].

### Principaux cycles et rétrospectives organisés par la Cinémathèque québécoise
Ayant lieu à Montréal :

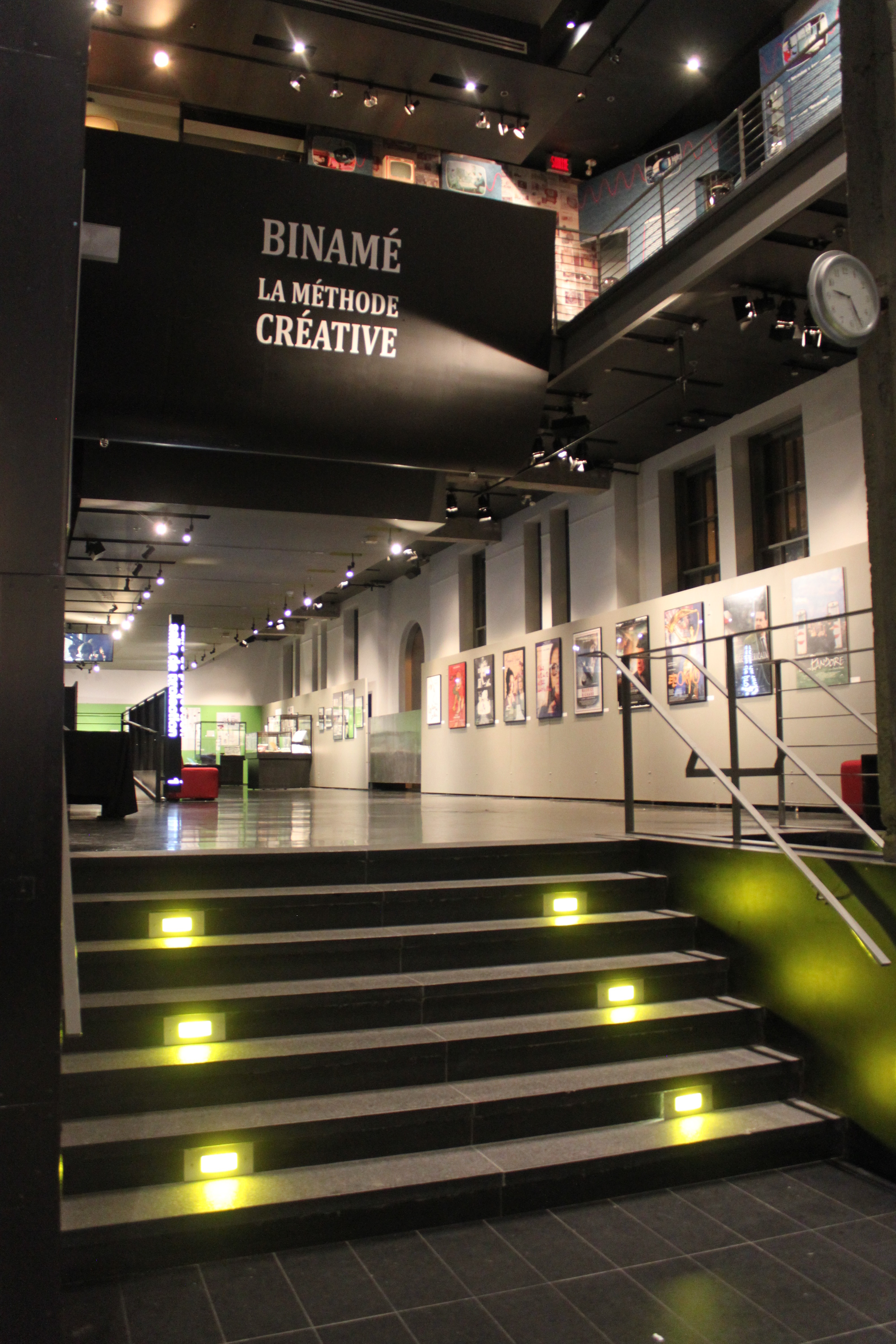
Rétrospective sur Charles Binamé à la Cinémathèque québécoise, en 2017

- 18 au 25 octobre 1963 : La Semaine Jean Renoir
- 1966 : Films muets soviétiques, en collaboration avec le Gosfilmofond à Moscou et la Cinémathèque royale de Belgique[4].
- Septembre 1966 - avril 1967 : Rétrospective du cinéma canadien, dans le cadre des festivités du centenaire du Canada.
- 1967 : Rétrospective mondiale du cinéma d'animation[66], dans le cadre d'expo67 et du Festival international du film de Montréal[79].
- 1975 : Rétrospective Volker Schlöndorff, en présence du cinéaste[66].
- 1981 : Rétrospective Marguerite Duras, en présence de l'écrivaine et cinéaste[4].
- 1984 : Rétrospective Georges Franju, en présence du cinéaste[66].
- 1988 : Rétrospective R.W. Fassbinder[66].
- 1995 : Rétrospective Federico Fellini[66].
- 1999 : Rétrospective complète Gilles Carle[66].
- 2004 : Rétrospective Denys Arcand[80].
- 2005 : Rétrospective intégrale Agnès Varda, en présence de la cinéaste[66].
- 2005 : Rétrospective Pier Paolo Pasolini[66].
- du 28 septembre au 15 octobre 2006 : Rétrospective intégrale Chantal Ackermann, en présence de la réalisatrice[81].
- 2006 : Rétrospective intégrale Norman McLaren[82].
- 2007 : Rétrospective Gus Van Sant[66].
- 2009 : Rétrospective Raymond Depardon[83].
- 2011 : Rétrospective Jean Epstein[84], en collaboration avec la Cinémathèque française, les Archives françaises du film.
- 2012 : Rétrospective Rodrigue Jean[85].
- 2012 : Rétrospective William Kein[86], en collaboration avec le Festival du nouveau cinéma.
- 2016 : Cycle d'été Une histoire de l'érotisme[87].
- 2017 : Cycle d'été 20x5[88], présentant cinq films majeurs de vingt cinéastes, pour un total de cent films.
- 2017 : Charles Binamé : au-delà de l'image[89].
- 2018 : Cycle d'été Femmes, Femmes[90].

Ayant lieu ailleurs au Canada et à l'international :
- 1972 : Quinzaine du cinéma canadien, à Amsterdam[66].
- 1976 : Rétrospective Raoul Barré, lors du Festival international du cinéma d’animation à Ottawa[91].
- 1980 : Rétrospective du cinéma québécois, à la Cinémathèque française et au Centre Pompidou[66].

### Publications
Monographies :
- André Pâquet, Comment faire ou ne pas faire un film canadien, 1967.
- Pierre Verroneau (dir), À la recherche d'une identité : renaissance du cinéma d'auteur canadien-anglais, 1991  (ISBN 2892070384).
- Pierre Verroneau (dir), Les cinémas canadiens, 1978, co-édition avec Pierre L'Herminier éditeur  (ISBN 2862440086).
- Pierre Véronneau, Cinémathèque québécoise, Musée du cinéma : 25e anniversaire, 1963-1988, La Cinémathèque, 1988  (ISBN 2892070317 et 9782892070316), (OCLC 26857733).
- Antoine Godin, Origines de la Cinémathèque québécoise, La Cinémathèque québécoise, 2018  (ISBN 978-2-89207-050-7).
- Pierre Véronneau, La collection d'appareils de la Cinémathèque québécoise, 1975.

Périodiques :
- Nouveau cinéma canadien / new canadian film, 1968-1978[92].
- Les Dossiers de la Cinémathèque, 1978-1987
- Copie Zéro, 1979-1987